# Pfändhausen
Pfändhausen (auch Milchhof genannt) ist ein Gemeindeteil der Gemeinde Dittelbrunn im unterfränkischen Landkreis Schweinfurt in Bayern. Pfändhausen war vermutlich ein Reichsdorf.

## Geografische Lage
Das Kirchdorf liegt nahe der Vorrhön, in der Nordwestecke der Schweinfurter Rhön, die hier bis auf 407 m ü NN ansteigt. Administrativ liegt Pfändhausen im äußersten Norden des sehr langen und schmalen Dittelbrunner Gemeindegebietes. Weiter nördlich beginnt der Landkreis Bad Kissingen mit der Gemeinde Rannungen, mit diesem Ort ist Pfändhausen durch die Kreisstraße SW 8/KG 10 verbunden. Der Osten wird vom Brönnhof eingenommen, einem ehemaligen US-Standortübungsplatz auf dem Gebiet von Üchtelhausen, seit 2016 größtes Nationales Naturerbe Bayerns. Im Süden liegt Hambach, während südwestlich Holzhausen zu finden ist. Im Westen läuft in einiger Entfernung die Bundesautobahn 71 mit der Ausfahrt Bad Kissingen/Oerlenbach vorbei.

## Klima
Das örtliche Klima ist i. Ggs. zu dem 10 km weiter südwestlich auslaufenden Schweinfurter Becken spürbar kühler, im Winter häufiger mit Schnee.

## Geschichte
Der Ortsname Pfändhausen geht wohl bereits auf das 8. Jahrhundert zurück. Damals begannen die Franken, die Region zu kolonisieren. Der Name verweist auf einen gewissen Phention bzw. Phenteo, sodass hier die „Häuser des Phention“ zu finden waren. Umgangssprachlich reden die Bewohner der umliegenden Gemeinden auch vom Milchhof. Der Name gibt Hinweise auf eine große Milchwirtschaft im Ort, vielleicht war im Dorf auch eine wichtige Station des Jungviehtriebes zwischen Bad Neustadt und Schweinfurt zu finden.
Erstmals urkundlich fassbar wurde der Ort im Jahr 1307. „Pfentenhusen“ lag damals an einer anderen Stelle, das Dorf fiel aber bereits im 14. Jahrhundert wüst und wurde an der heutigen Stelle wieder aufgebaut. Noch 1353 handelte es sich bei Pfändenhausen um eine Wüstung, die von den Hennebergern als Lehen an die Herren von Münster verliehen wurde. Nach dem Wiederaufbau teilten sich zwei Brüder aus dem Geschlecht der Münster 1579 die Gemarkung untereinander auf.
Die Verwüstungen des Dreißigjährigen Krieges brachten auch über Pfändenhausen großes Leid. Wieder war die Existenz des Ortes bedroht. 1648 war nur noch ein Hof besiedelt. Erst in der zweiten Hälfte des 17. Jahrhunderts gelang es den Dorfherren durch den Zuzug vieler Fremder den Ort wieder zu besiedeln. Vielleicht gelang es den Pfändhausenern am 8. Februar 1730 sogar zu einem Reichsdorf aufzusteigen, das „niemand anderst als Ihro Kaiserlichen Majestät (...)“ direkt unterstellt war.
Nach der Auflösung des Heiligen Römischen Reichs durch Säkularisation und Mediatisierung durch Napoleon endete die Reichsfreiheit für Pfändhausen, so wie auch für Sennfeld und Gochsheim im selben Landkreis. Der Ort gelangte zunächst an Kurpfalzbayern, ehe es, nach einer Zwischenzeit im Großherzogtum Würzburg, 1814 endgültig zum Königreich Bayern kam. Die jahrhundertelange Unabhängigkeit als Gemeinde endete mit der Gemeindegebietsreform am 1. Mai 1978, als Pfändhausen Teil der Gemeinde Dittelbrunn wurde.

## Baudenkmäler

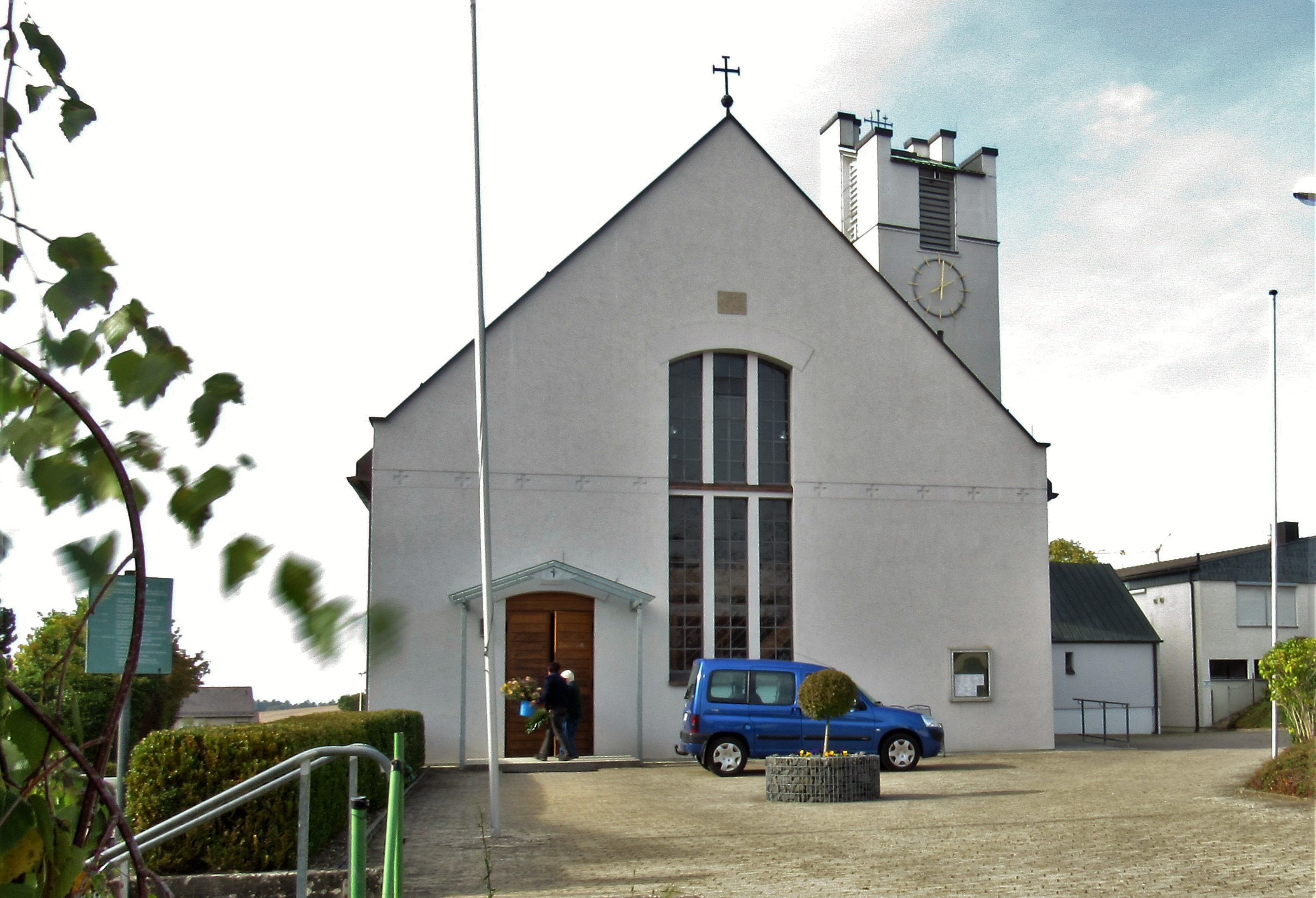
Die Heiligkreuzkirche in Pfändhausen

Im Zentrum des Ortes sind heute zwei Kirchen zu finden. Die ältere Kirche ist dem heiligen Antonius von Padua geweiht und entstand im Jahr 1770 durch eine Initiative des Dorfherren Johann Philipp von Münster. Sie präsentiert sich im Stile des Rokoko und besitzt keinen Turm. Im Inneren sind insbesondere die Schnitzwerke bemerkenswert. In den 1960er Jahren führte das Anwachsen der Bevölkerung zu Planungen für eine neue Kirche. Sie ist dem heiligen Kreuz geweiht und wurde von Hans Döllgast errichtet. Im Inneren schufen regionale Künstler einige Werke.

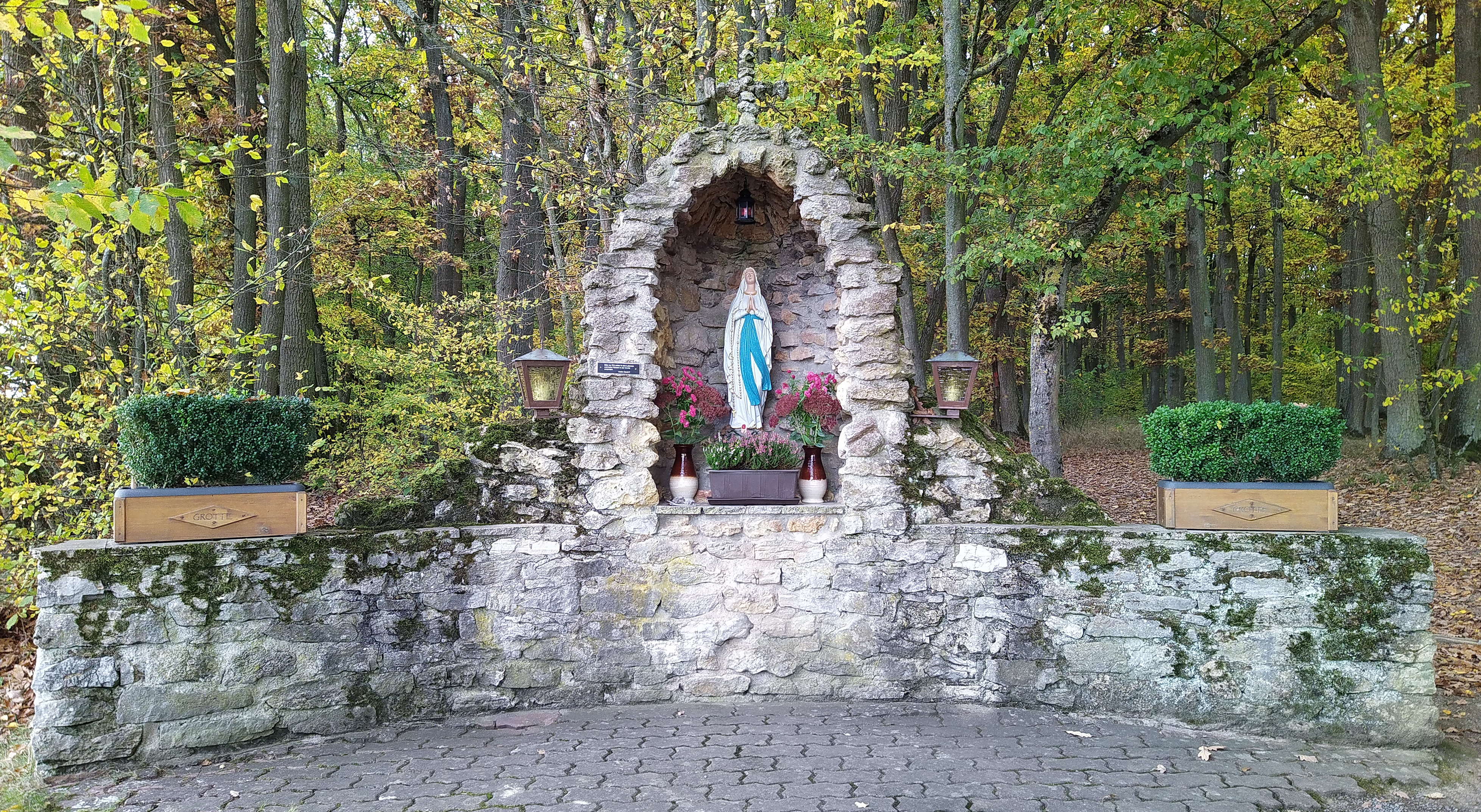
Mariengrotte in der nordwestlichen Flur

Daneben bestehen um das Dorf mehrere Bildstöcke und Kleindenkmäler. Diese religiösen Flurmale sind typisch für katholisch geprägte Gemeinden in Franken und gehen zumeist auf private Stiftungen zurück. Anders als in den umliegenden Orten haben sich in Pfändhausen allerdings lediglich Objekte aus dem 19. Jahrhundert erhalten. Besonders bemerkenswert ist ein großes Wegkreuz mit dem sterbenden Christus. Es wurde 1853 errichtet.